# Kätilö
Kätilö es una película de drama de guerra finlandesa dirigida por Antti Jokinen. Es una adaptación de la exitosa novela Kätilö de la autora finlandesa Katja Kettu, ambientada antes y durante la Guerra de Laponia. La película está protagonizada por Krista Kosonen y Lauri Tilkanen con Pirkka-Pekka Petelius, Leea Klemola, Seppo Pääkkönen, Elina Knihtilä, Tommi Korpela y Johannes Brotherus en papeles secundarios.
La película cuenta la historia de una historia de amor entre una comadrona, Lapp, y un oficial nazi finés de las SS en el contexto de la Guerra de Laponia, que enfrentó a los ejércitos finlandeses y alemanes en 1944–45. La película ganó los premios a Mejor Película y Mejor Actriz en el Festival Internacional de Cine Histórico de Waterloo 2015 y el premio a la Mejor Actriz en el Festival Internacional de Cine de Shanghái 2015.

## Reparto
- Krista Kosonen como Helena.
- Lauri Tilkanen como Johannes.
- Pirkka-Pekka Petelius como Jouni.
- Leea Klemola como Aune.
- Seppo Pääkkönen como Björne.
- Elina Knihtilä como Heta.
- Tommi Korpela como oficial Gödel.
- Johannes Brotherus como Aleksei.

## Producción
El rodaje principal comenzó en Lituania el 13 de mayo de 2014. Krista Kosonen, quien interpreta a la protagonista femenina, Helena, se cortó el cabello ante la cámara para el papel. También aprendió el dialecto finlandés de la novela de Katja Kettu. Muchos miembros del elenco cambian sus apariencias físicas; Tommi Korpela perdió 20 kilogramos por su papel como oficial nazi de las SS; Elina Knihtilä perdió 10 kilos por su personaje Heta, prisionero de guerra. El 10 de abril de 2015, Jokinen informó en una entrevista que la producción de la película había finalizado y que la película estaba completa.